# Tangtou (köpinghuvudort i Kina, Zhejiang Sheng, lat 29,67, long 121,71)
Tangtou (kinesiska: 塘头, 塘溪镇, 塘溪) är en köpinghuvudort i Kina. Den ligger i provinsen Zhejiang, i den östra delen av landet, omkring 160 kilometer sydost om provinshuvudstaden Hangzhou. Antalet invånare är 37 049. Befolkningen består av 17 863 kvinnor och 19 186 män. Barn under 15 år utgör 11,0 %, vuxna 15-64 år 79 %, och äldre över 65 år 8,0 %.
Närmaste större samhälle är Dongqianhu, 15,6 km nordväst om Tangtou. I omgivningarna runt Tangtou växer i huvudsak blandskog.
Genomsnittlig årsnederbörd är 1 981 millimeter. Den regnigaste månaden är juni, med i genomsnitt 355 mm nederbörd, och den torraste är januari, med 68 mm nederbörd.